# Máy phát
Trong kỹ thuật điện, kỹ thuật điện tử và viễn thông, máy phát hoặc máy phát tín hiệu là một thiết bị điện tử phát tín hiệu điện hoặc điện từ vào môi trường .
Máy phát viễn thông tạo ra dòng biến đổi ở tần số vô tuyến, được đưa tới ăng-ten và từ đó phát ra sóng vô tuyến. Máy phát trong kỹ thuật điện thì phát tín hiệu dòng điện vào môi trường, phục vụ các đo đạc thám sát môi trường, từ cỡ nhỏ như tế bào đến tầm rộng lớn như trong địa vật lý thăm dò điện.
Các máy phát là bộ phận cấu thành của tất cả các thiết bị điện tử truyền thông bằng radio, chẳng hạn như đài phát thanh và truyền hình, điện thoại di động, máy bộ đàm, mạng máy tính không dây, thiết bị hỗ trợ bluetooth, máy mở cửa gara, radio hai chiều trong máy bay, tàu vũ trụ, bộ radar và các nguồn tín hiệu dẫn đường.
Chú ý rằng thuật ngữ máy phát - transmitter thường chỉ giới hạn ở thiết bị tạo ra sóng vô tuyến điện cho mục đích truyền thông, hoặc định vị vô tuyến (radiolocation), chẳng hạn như radar và thiết bị truyền dẫn. Còn thuật ngữ máy phát - generator phát ra sóng vô tuyến trong thiết bị công nghiệp hay gia dụng, như lò vi sóng thiết bị đun nóng, để sưởi ấm, thường không được gọi là máy phát - transmitter, mặc dù chúng thường có các mạch tương tự.

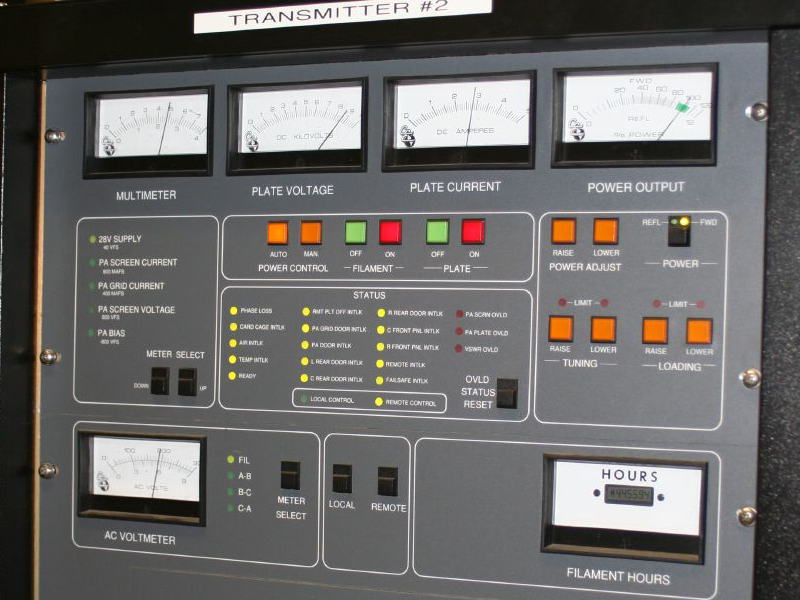
Máy phát sóng phát thanh FM thương mại WDET-FM, công suất bức xạ 48 kW.
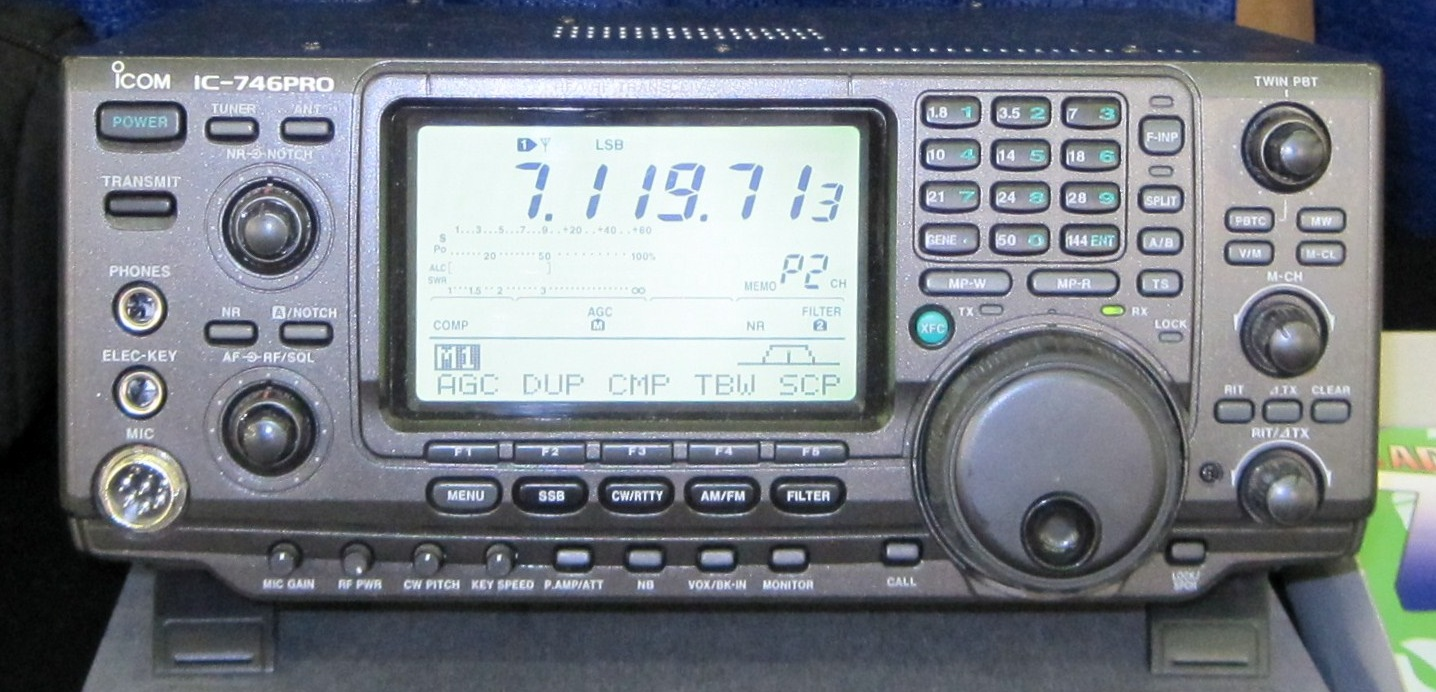
Máy thu phát ICOM IC-746PRO, truyền tải trên các băng tần nghiệp dư từ 1,8 MHz đến 144 MHz với công suất ra là 100 W
Điện thoại kéo dài, phát sóng tần số 2,4 GHz năng lượng thấp để giao tiếp với nhau.
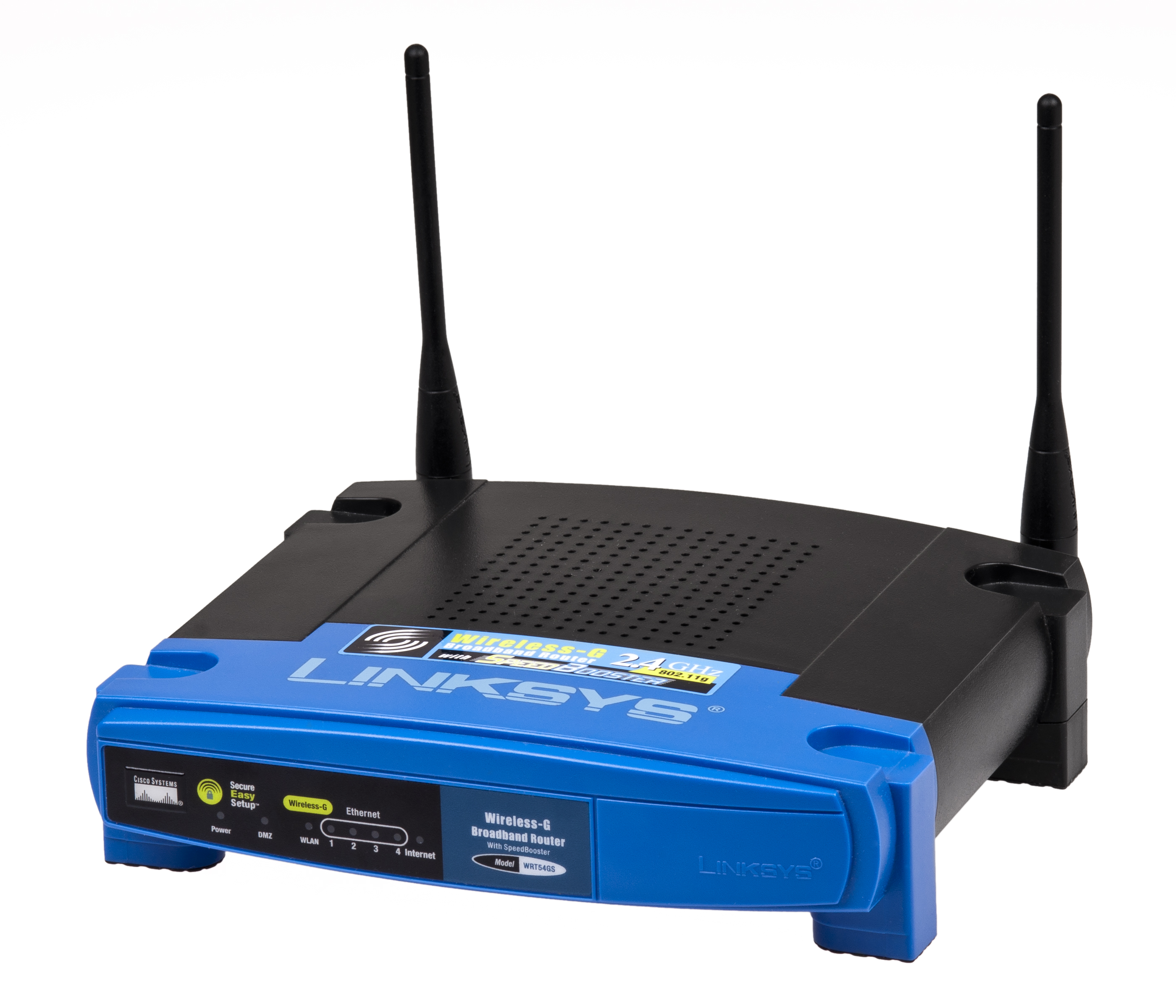
Định tuyến không dây Linksys, có máy phát ở tần 2,4 GHz.